# 2012 في إسبانيا
فيما يلي قوائم الأحداث التي وقعت خلال عام 2012 في إسبانيا.

## سياسة

### تعيين في المنصب
- 25 مارس – أرتور ماس President of Democratic Convergence of Catalonia ‏.
- 17 ديسمبر – خوردي تورول عضو البرلمان الكاتالوني ‏.
- 17 ديسمبر – كارلس بوتشدمون عضو البرلمان الكاتالوني ‏.

### انتهاء فترة المنصب
- 27 سبتمبر – كارلس بوتشدمون عضو البرلمان الكاتالوني ‏.
- 2 أكتوبر – خوان لابورتا عضو البرلمان الكاتالوني ‏.
- 2 أكتوبر – خوردي تورول عضو البرلمان الكاتالوني ‏.

## رياضة
- 1 يناير – طواف إسبانيا 2012
- 1 يناير – فولتا كاتالونيا 2012
- 1 يوليو – نهائي بطولة أمم أوروبا لكرة القدم 2012 الفائز منتخب إسبانيا لكرة القدم.

## أفلام
من الأفلام التي صدرت هذه السنة في إسبانيا:
- 1 يناير – المستحيل من إخراج خوان أنطونيو بايونا.
- 1 يناير – سليمان من إخراج محمد البدوي.
- 1 يناير – غضب الجبابرة
- 4 مارس – جنس الملائكة من إخراج Xavier Villaverde  [لغات أخرى]‏.
- 4 يونيو – مغامرات تاديو جونز من إخراج إنريكي جاتو [الإنجليزية]‏.
- 4 أكتوبر – الجسد من إخراج أوريول باولو.
- 27 نوفمبر – أزرق وليس حتى وردي من إخراج ميغيل فيراري  [لغات أخرى]‏.

## برامج ومسلسلات وأنمي
- هوسبيتال سنترال

## وفيات

### يناير
- 15 يناير – مانويل فراغا (مواليد 1922) سياسي إسباني.
- 16 يناير – خوان كارلوس بيريز لوبيز (مواليد 1945) لاعب كرة قدم إسباني.

### فبراير
- 4 فبراير – مارتن مارتينيز (مواليد 1946) دراج إسباني.

### مارس
- 6 مارس – ماركوس ألونسو إيماز (مواليد 1933) لاعب كرة قدم إسباني.
- 16 مارس – ستانيزلاو باسورا (مواليد 1926) لاعب كرة قدم إسباني.

### أبريل
- 3 أبريل – أنطونيو منجوتيه (مواليد 1919)

### يونيو
- 7 يونيو – مانويل بريسيادو (مواليد 1957)
- 12 يونيو – باهينيو (مواليد 1923)
- 24 يونيو – ميكي روكي (مواليد 1988) لاعب كرة قدم إسباني.

### سبتمبر
- 18 سبتمبر – سانتياغو كاريو (مواليد 1915) سياسي إسباني.

### أكتوبر
- 8 أكتوبر – رافييل ليسميس (مواليد 1926) لاعب كرة قدم إسباني.

### نوفمبر
- 1 نوفمبر – أغوستين غارثيا كالبو (مواليد 1926) كاتب إسباني.
- 13 نوفمبر – مانويل بينيا (مواليد 1965) لاعب كرة قدم إسباني.